# Szind

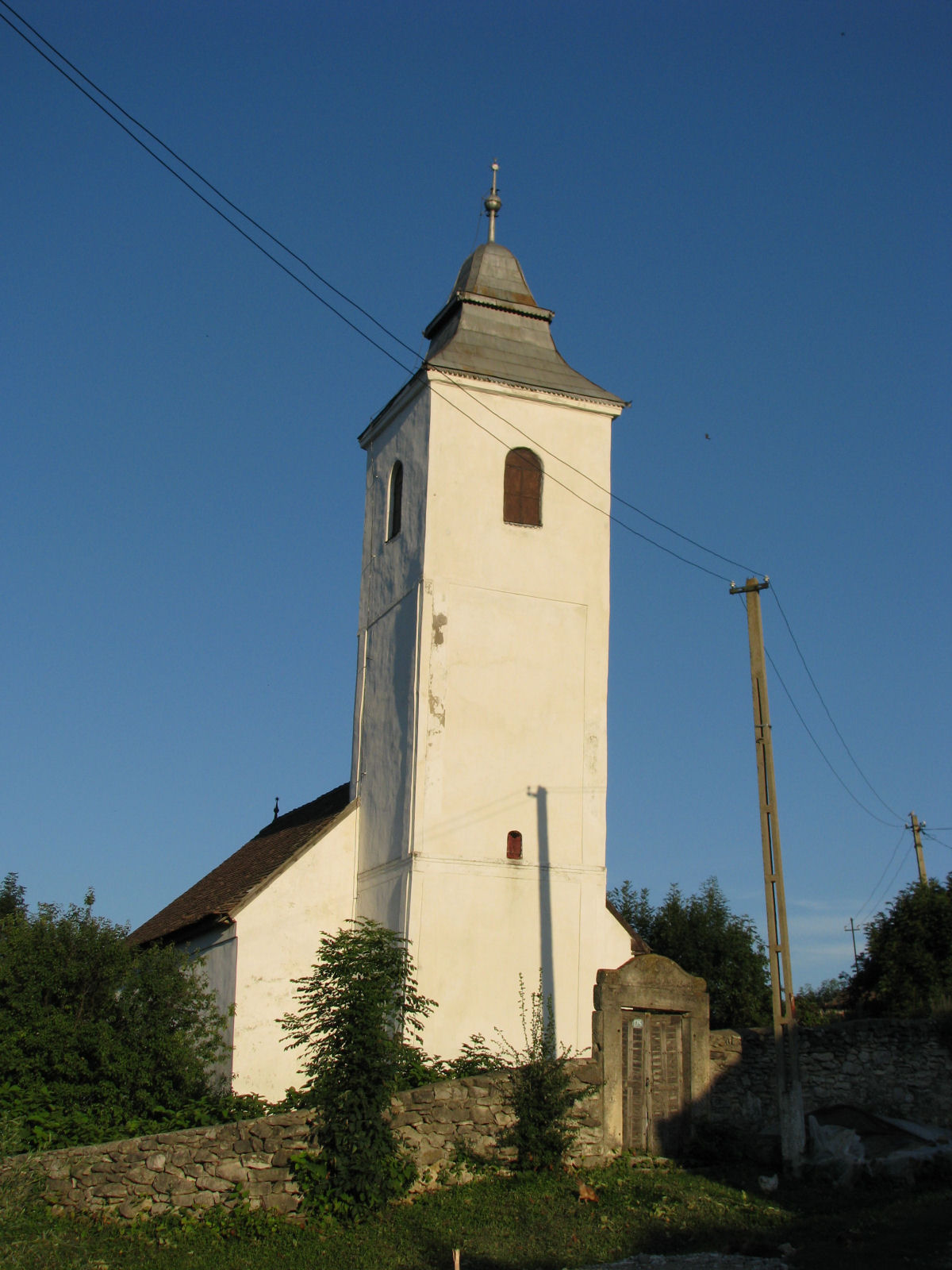
Az unitárius templom szemből

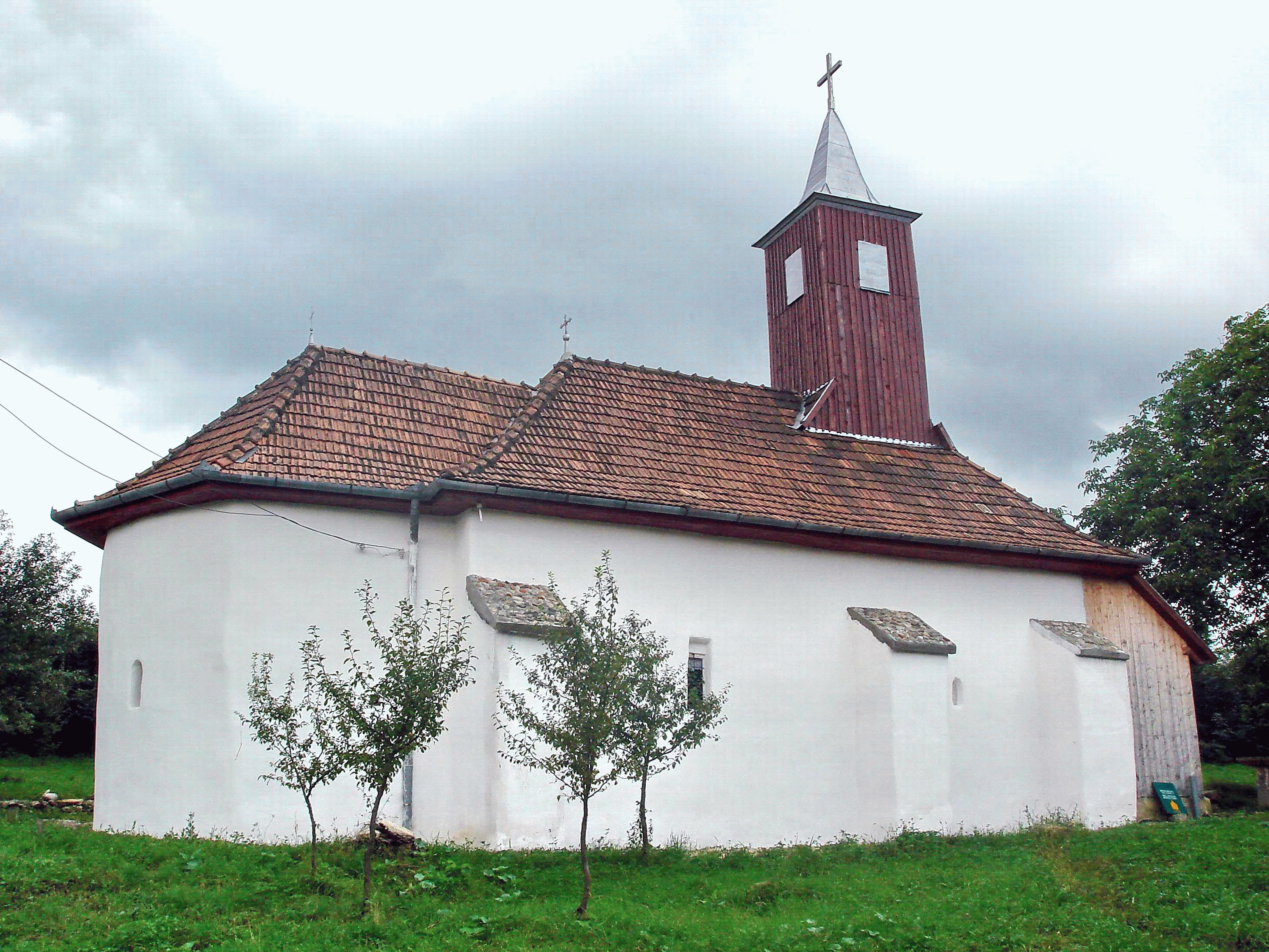
A görögkatolikus templom

Szind (románul Săndulești vagy Sândulești, korábban Sând) falu Romániában, Erdélyben, Kolozs megyében, az azonos nevű község központja.

## Fekvése
Tordától nyugatra, a Tordai-hasadék keleti bejáratánál, az A3-as autópálya mellett fekszik.

## Nevének eredete
Első írásos említése 1176-ból maradt fenn Zind néven. További névváltozatai: Scint (1288), Stend, Zend és Send (1332-1335). A hivatalos úton keletkezett román Săndulești a Sandu férfinév képzős alakja.

## Története
A rómaiak az itt bányászott mészkőből és alabástromból építették a mai Torda helyén Potaissa városát. A kőbánya közelében római kori települést tártak föl.
Magyar lakossága a reformáció idején unitárius vallásra tért és később is megmaradt hite mellett. Unitárius lakóinak többsége 1775-ben jobbágy volt. A 17. században válhatott román többségű településsé. Görögkatolikus egyházközsége 1737-ben már létezett, és 1948-ig folyamatos volt működése.
A 19–20. században intenzíven művelték a falutól északkeletre lévő kőbányát. Innen származott a tordai építkezésekhez szükséges cement, az itt talált kaolint például a batizi edények gyártásánál használták. A mészkő szállítására az első világháború előtt iparvasutat  építették Tordáig, amelyet egészen 1999-ig használták a mészkő szállítására. Hossza tíz kilométer, nyomtávja 760 mm-es volt. Az 1940-es évekig hajtányok is közlekedtek rajta.
Szind környékén 1944 őszén ádáz harcok folytak, és temetőjében mintegy félszáz katona nyugszik.

## Népessége
- 1850-ben 1002 lakosából 799 román, 156 magyar és 46 roma volt, 473 görögkatolikus, 136 unitárius és 10 római katolikus vallású.
- 2002-ben 642 lakosából 581 volt román és 56 magyar nemzetiségű; 536 ortodox, 25 unitárius, 23 református, 18 pünkösdista, 11 görögkatolikus, 8 római katolikus és 6 baptista vallású.[6]

## Látnivalók
- Unitárius temploma a 13. században épült, eredetileg román stílusú.
- A Szent Mihály és Gábriel arkangyalok görögkatolikus templom késő gótikus alapfalai a 15. században épültek, melyekre 1702-ben fatornyot és tetőszerkezetet ácsoltak. Az ortodoxok már 1976 óta nem használták. 2005-ben a piciny görögkatolikus egyházközségnek adták vissza, amely felújíttatta.[7]
- A Bors család kúriája.
- A falutól északkeletre nagy területen a jelenleg nem működő kőbánya helyezkedik el, mellette vezetnek a Túri-hasadék és a Tordai-hasadék közötti turistautak.
- A kőbánya északnyugati oldalán fakadó forrást magyarul Szent László-forrásnak, románul Izvorul Alexandru Macedonnak ('Nagy Sándor-forrás'-nak) nevezik és helyi legenda tapad hozzá.
- „Büdösvíz” (kénes forrás).
- A falutól délkeletre, a római kori régészeti lelőhely közelében halastó.

## Gazdasága
A kőbánya további hasznosítását tervezik.

## Híres emberek
- Itt született 1888. október 17-én Bors Mihály földbirtokos, az Erdélyi Kárpát Egyesület elnöke, az unitárius egyház jótevője.[8]

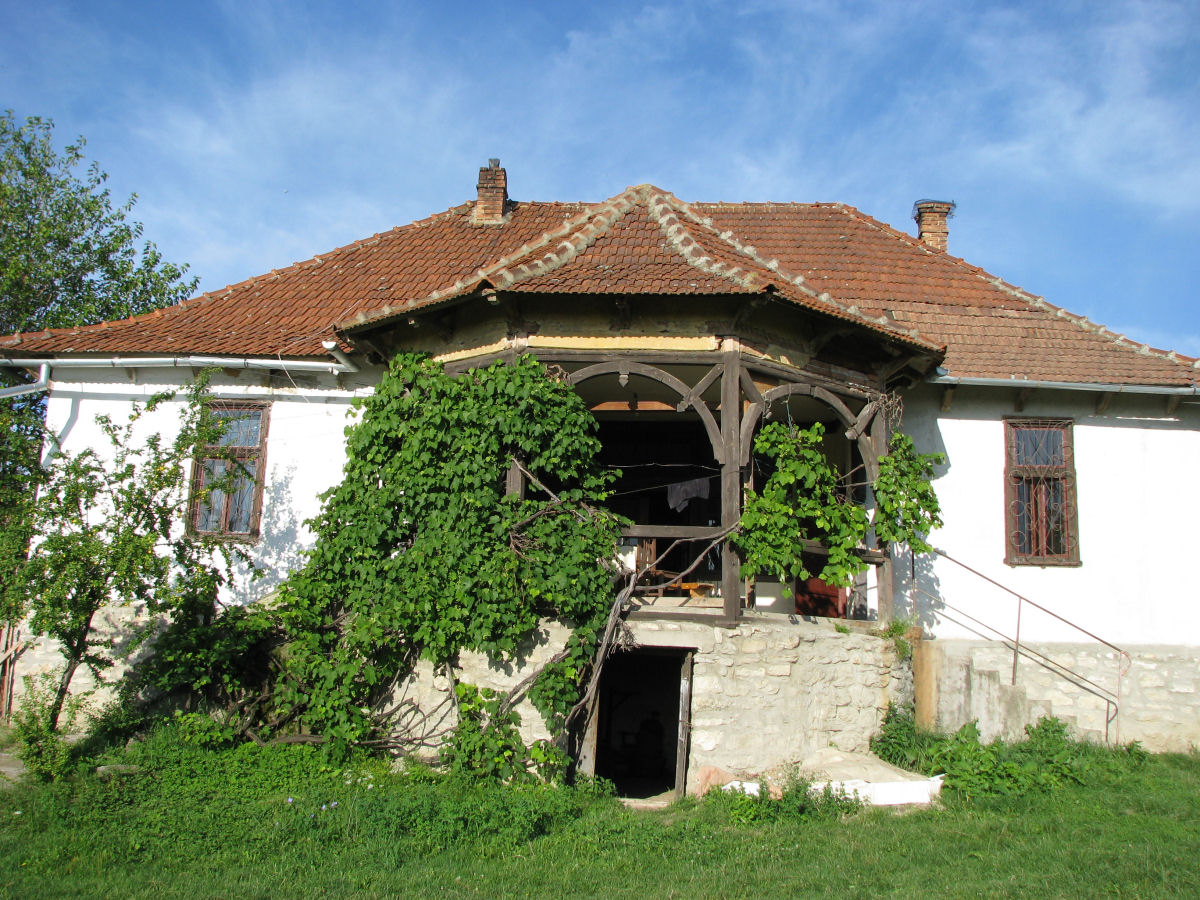
Unitárius parókia